# 亨利一世 (巴伐利亚公爵)
海因里希一世（德語：Heinrich I，約920年—955年11月1日），巴伐利亚公爵、凡羅拿與阿奎萊亞藩侯。

## 生平
海因里希是東法蘭克國王海因里希一世与妻子馬蒂爾德的次子。
海因里希一世死后，王位传给其长子奥托，后者甫一即位，就有数名萨克森贵族表示不满。海因里希一世和前妻所生的儿子坦克玛更与弗兰肯公爵埃贝哈德三世联手叛乱，并捕获了海因里希。
938年坦克玛被自己的手下所杀 ，身为阶下囚的海因里希则选择加入叛乱分子。 除了海因里希和埃贝哈德三世之外，参加叛乱的还有洛林公爵吉塞尔伯特 。海因里希加入叛乱的理由是认为自己是海因里希一世於919年加冕為国王之后所生的第一个儿子，因而具有继承权。
939年海因里希的军队在鄰近克桑滕的伯滕（Birten）地区被王军击败，自己也在战斗中负伤。他的盟友埃贝哈德三世和吉塞尔伯特也在10月2日的安德纳赫之战中战死 。海因里希见状慌忙逃命，首先寻求吉塞尔伯特的遗孀，同时也是自己的姐姐格貝爾加的庇护，后来又投奔西法兰克国王路易四世（格貝爾加在吉塞尔伯特死后改嫁路易四世）。当奥托率部开进洛林公國，兵锋直指西法蘭克王国时，海因里希回国向其大哥请降。
940年兄弟二人和解，亨利受封洛林公国。然而海因里希未能压制住洛林当地贵族倒向西法蘭克王国的倾向，所以洛林又被转封给了凡尔登伯爵奧托。海因里希因此心怀怨恨，计划于941年的复活节期间在奎德林堡的皇帝行宫刺杀奥托 ，但是计划最终败露，亨利被收押于莱茵河畔英格尔海姆。在苦修赎罪后于当年圣诞节被释放。
在之后的数年里，奥托和海因里希的关系得到了修复和发展。利奥波丁家族的巴伐利亚公爵贝特霍尔德死后，奥托在母亲玛蒂尔德的授意下于947年封海因里希为新的巴伐利亚公爵。因为亨利娶了先代巴伐利亚公爵阿努尔夫一世的女儿为妻，他作为女婿继承岳父的头衔也无可厚非  。尽管海因里希在巴伐利亚同样受到了当地贵族的抵制，但通过与匈牙利人的战争，海因里希不但巩固了统治，还扩张了公国领土。
951年海因里希协助奥托入侵意大利，击败意大利国王贝伦加尔二世，救出了勃艮第的阿德莱德，将其带到帕维亚并做媒嫁予奥托 。作为回报在952年在奥格斯堡召开的帝国议会中，亨利受封新建立的维罗纳邊區，以及弗留利邊區、阿奎莱亚邊區和伊斯特拉邊區 。
953～954年奥托的儿子士瓦本公爵鲁道夫和奥托的女婿洛林公爵康拉德叛乱期间，海因里希曾一度被巴伐利亚领主们抛弃，但叛乱最终还是被镇压。
955年奥托在第二次莱希菲尔德之战中大获全胜的同时，海因里希病倒并于11月1日在浮德修道院去世。继任巴伐利亚公爵的是其子海因里希二世。海因里希和妻子尤迪思合葬于巴伐利亚公國雷根斯堡的涅德穆斯特修道院。

## 家庭

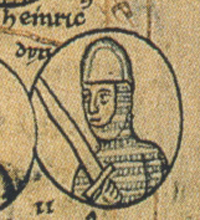
《聖潘塔萊奧尼斯編年史》中巴伐利亚公爵海因里希二世像

- 巴伐利亞的尤迪思（英语：Judith, Duchess of Bavaria）：巴伐利亚公爵阿努尔夫之女
  - 海德薇希（英语：Hedwig of Swabia）（約939-994）：士瓦本公爵布尔夏德三世夫人
  - 格貝爾加二世（英语：Gerberga II, Abbess of Gandersheim）（約940-1001）：甘德斯海姆修道院長（956-1001）
  - 海因里希二世（951-995）：巴伐利亞公爵（955-976、985-995）